# Ouvrage du Gondran
Als Ouvrage du Gondran wird eine zur französischen Maginot-Linie gehörende Festungsanlage bezeichnet. Sie erreicht maximal 2450 Meter Meerhöhe und befindet sich in unmittelbarer Nähe des Sommet des Anges, einen Gipfel der Cottischen Alpen im Département Hautes-Alpes (Region Provence-Alpes-Côte d’Azur).

## Etymologie
Das Festungswerk (Französisch ouvrage) mit Nummer O 374 ist nach der Cime du Gondran benannt, einer Alternativbezeichnung des Sommet des Anges.

## Geographie

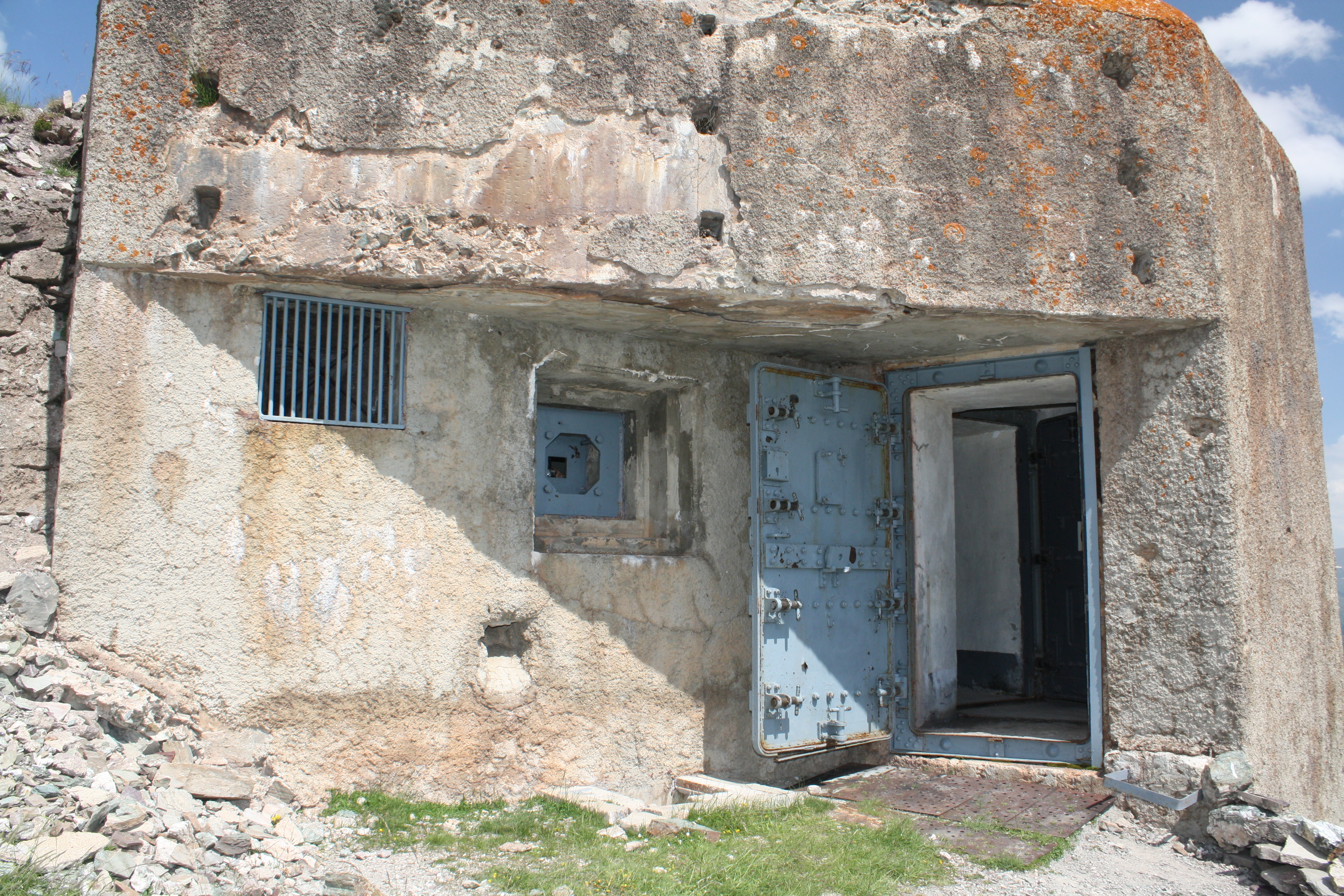
Eingang zum Gefechtsposten 1

Die Festung liegt an der Gemeindegrenze von Montgenèvre und Cervières. Im Nordosten erhebt sich der Gipfel des 2650 Meter hohen Mont Chenaillet. Der Nordgrat des Sommet des Anges (2459 Meter) leitet hinüber zum 2565 Meter hohen Sommet de Château Jouan. Nach Briançon im Westen sind es 6 Kilometer (Luftlinie).

## Geologie
Das Ouvrage de Gondran wird von Sedimenten der südpenninischen Lago-Nero-Einheit unterlagert. Am Sommet des Anges und entlang des Nordgrats zum Sommet de Château Jouan (und somit bei Gondran A, B und C) stehen flach nach Osten einfallende Schwarzschiefer aus der Mittelkreide an. In Richtung Osteinsattelung (Replatte du Gondran – und somit Gondran D und E) folgen dann braune kieselige und schwarze schiefrige Kalke der Formation de la Replatte aus der Unterkreide. Am Rocher de la Perdrix (2375 Meter) werden weiße, pelagische Malmkalke und Radiolarite angetroffen. Die Sedimente bilden den überkippten Flügel einer schwach nach Osten einfallenden, spitzen Antiklinale.

## Einführung
In den Alpen versperren entlang der Staatsgrenze positionierte Festungen den Zugang zu französischem Staatsgebiet. Sie riegeln insbesondere die Hauptverkehrsachsen ab, die alle den großen Tälern folgen. So bildet im Briançonnais der Oberlauf der Durance das Einfallstor für den Col de Montgenèvre. Diese Verkehrsachse wird durch die alte Festungsstadt Briançon kontrolliert. Ihr ehemaliger Festungsring wurde in den 1930er Jahren mit mehreren Betonbauten modernisiert und auf den Stand der restlichen Maginot-Linie gebracht. Meisterstück des Untersektors war eindeutig das hoch über Briançon gelegene Ouvrage du Janus. Ihm folgten sodann nach Süden die fünf Anlagen am Gondran-Grat und das Ouvrage des Aittes, welches das Tal der Cerveyrette überwachte.
Die Festung (Gondran E) war als Infanteriebauwerk konzipiert, das in den 1930ern auf dem Gondran errichtet wurde. Es komplementierte die bereits vorhandenen Anlagen Gondran A, Gondran B, Gondran C und Gondran D, die bereits zwischen 1886 und 1893 unter dem Système Séré de Rivières fertig gestellt worden waren. Gondran E sollte die Verbindung zwischen dem Ouvrage du Janus und dem Ouvrage des Aittes gewährleisten. Die Finanzierung des Projekts Gondran E gestaltete sich jedoch extrem schwierig, so dass das Militär schließlich selbst die Arbeiten übernehmen musste. Installationen und Bewaffnung stammten zum Teil sogar aus anderen Vorhaben.

## Beschreibung
Als Gondran wird ein Gratstück bezeichnet, das den 2565 Meter hohen Gipfelaufbau des Sommet de Château Jouan (auch als Mont Janus bekannt) nach Süden fortsetzt. Der Grat überragt das weiter östlich gelegene Replat du Gondran, einen relativ flachen, auf 2200 Meter Höhe liegenden Talabschluss, in dem die Quellbäche der Durance entspringen. Der Grat war gegen Ende des 20. Jahrhunderts mit einer Reihe von Infanteriestellungen des bereits erwähnten Système Séré de Rivières befestigt worden. Die Stellungen wurden an Hochpunkten des Grats angelegt, so befand sich Gondran A auf 2398 Meter, Gondran B auf 2347 Meter, Gondran C auf 2459 Meter am Gipfel des Sommet des Anges und Gondran D weiter im Osten auf 2432 Meter. Sie sicherten und flankierten die zum Fort Janus führende Militärstraße und verhinderten gleichzeitig Infiltrationen feindlicher Infanterie. Das zur eigentlichen Maginot-Linie gehörende Gondran E lag in vorgeschobener Position auf 2350 Meter Höhe östlich unterhalb von Gondran D.

## Gondran E

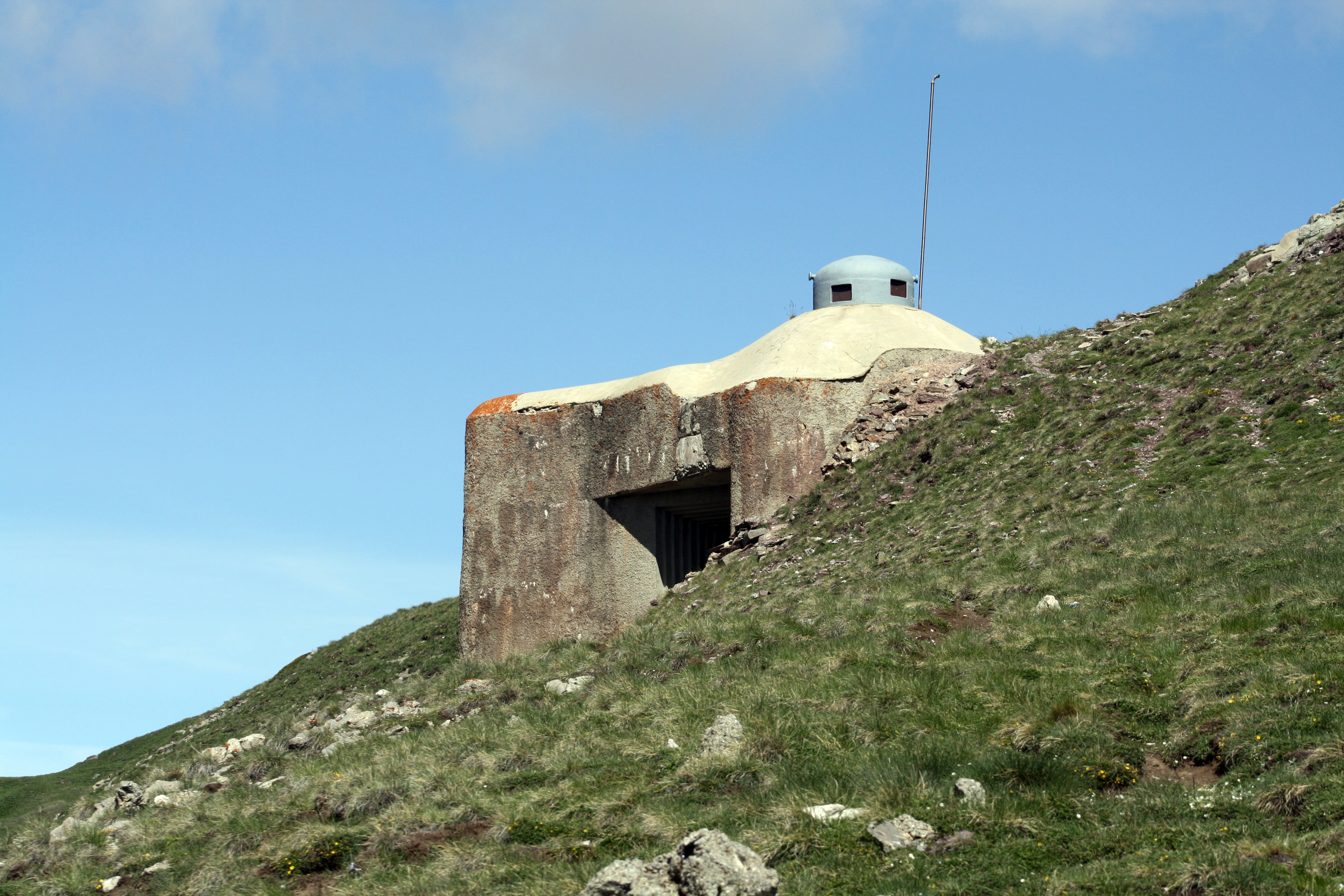
Gefechtsposten 1

Gondran E war wie alle anderen Festungswerke der Maginot-Linie dazu ausersehen, dem Bombardement mit großkalibriger Munition standzuhalten. Der Aufenthaltsbereich wurde daher ins Erdinnere verlegt, beschützt von meterdickem Fels. Die Gefechtsposten lagen verstreut an der Oberfläche, abgesichert durch dicke Stahlpanzer und Lagen von Stahlbeton.
Der zirka 100 Meter lange Zentralgang des Aufenthaltsbereichs besaß 40 Schlafplätze. Hierzu senkrecht verlaufende Gänge beherbergten die Leitzentrale, Magazine, Küche, Wasserspeicher, Kraftstoffvorräte und Kraftwerk. Die einzelnen Gefechtsposten waren über Gänge erreichbar.
Die Beheizung erfolgte mittels eines Kohleherdes und daran angeschlossener Zentralheizung. Der Strom für Licht und Lüftung wurde von einem Stromaggregat erzeugt, welches von einem Dieselmotor mit elektrischem Generator angetrieben wurde. Die Wasserversorgung beruhte auf einer Quelle und anschließender Speicherung in Zisternen.

### Gefechtsposten
Es waren insgesamt vier Gefechtsposten vorhanden. Sie und der Kamin des Aufenthaltsbereichs lagen verstreut, um die Treffergefahr bei Bombardements weitgehend zu minimieren. Jeder einzelne Gefechtsposten verfügte über eine gewisse Selbstständigkeit mit eigenen Munitionsmagazinen (Magazin M 3 befand sich in Waffennähe, M 2 kurz vor Betreten des Postens), Ruheraum, Leitstelle und Entlüftung. Da in den Bergen nur selten große Artilleriebatterien zum Einsatz kamen, war die Panzerung weniger aufwendig als im Nordosten Frankreichs (wie beispielsweise die Festungen im Elsass, in Lothringen oder in Nordfrankreich).
Gefechtsposten 1 diente als Eingang zu Gondran E. Der Beton weist eine Stärke von 2 Meter auf (entsprechend dem Schutzniveau 2). Der Posten war für den Fernkampf in Richtung Les Aittes vorgesehen. Er besaß eine Schießscharte für Zwillings-Maschinengewehr. Auch hinter den Stahltüren waren weitere MGs angebracht. Dem Nahkampf dienten ferner eine Kaponnieren-Schießscharte für MG, eine Panzerglocke des Typs GFM auf der Oberseite und zwei Granatwerfer. Der Zugang zum unterirdischen Gang erfolgte mittels einer Brunnentreppe (ein Lastenaufzug wurde nie installiert).
Der Gefechtsposten 2 war eine Infanteriekasematte, deren Gangende ans Tageslicht führte, jedoch dort von einer meterdicken Betonschicht verschlossen war. Ihre einzige Bewaffnung bestand in einem schweren Maschinengewehr Hotchkiss M1914, das in Richtung Fort Janus feuern konnte. Ein vorgesehenes Zwillings-MG wurde nie geliefert.
Gefechtsposten 3 war ein Beobachtungsposten unter 2 bis 2,5 Meter Beton, der die Sättel Col de Gimont, Col de Bousson und Col de Chabaud  überwachte. Er war mit einer Panzerglocke des Typs Digoin ausgerüstet (diese ersetzte die ursprünglich vorgesehene GFM-Glocke und stammte vom Ouvrage de Boussois). Die stählerne  Digoin-Glocke mit einem Durchmesser von einem Meter und einer Wandstärke von 25 Zentimeter war bereits zwischen 1912 und 1914 gegossen worden.
Gefechtsposten 4 zeichnete sich durch zwei Kaminrohre aus, durch welche die Abgase des Kraftwerks und die Küchendämpfe entweichen konnten.
Der Posten 5 schließlich war als eine Art Notausgang (mit eiserner Gittertür) vorgesehen, wurde aber nie vollendet.

## Geschichte

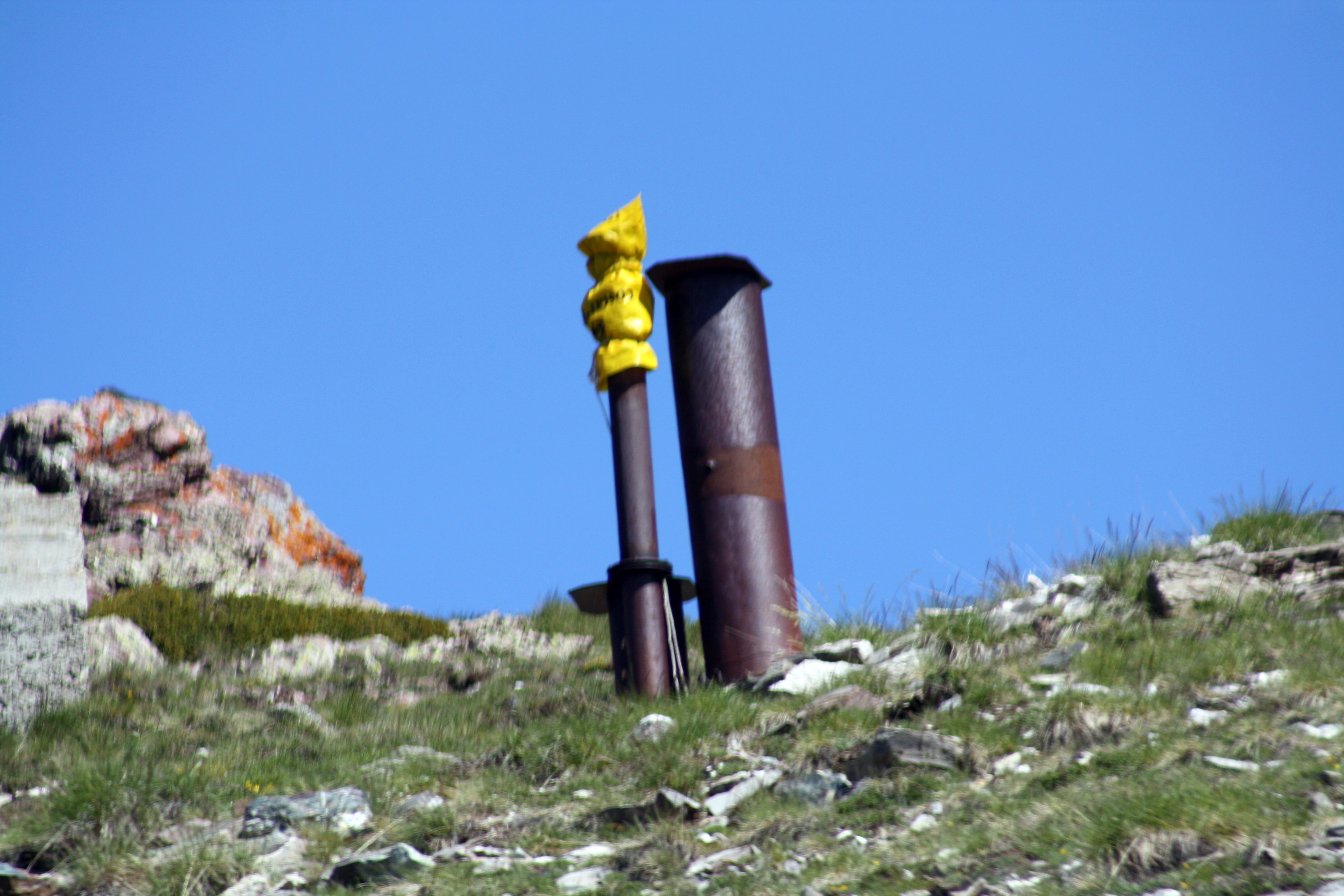
Kamine des Gefechtspostens 4

Erste Pläne für Gondran E gehen ins Jahr 1929 zurück. Ursprünglich war vorgesehen, die Anlage unterhalb von Gondran C zu erbauen, ausgerüstet mit einem Geschützturm für zwei Kanonen des Kalibers 75 Millimeter und einer Kasematte für sechs Mörser des Kalibers 81 Millimeter. Wegen fehlender Finanzierung wurde das Projekt jedoch auf Mai 1930 verschoben.
Zu guter Letzt wurden neue Pläne für einen anderen Standort von Gondran E am 4. Juli 1933 angenommen, jedoch verbunden mit der Auflage, dass als Sparmaßnahme die Arbeiten vom MOM (main-d’œuvre militaire) des Militärs zu erfolgen hatten. Unterhalb des Postens 3 sollte außerdem ein Gefechtsposten 5 mit einer Panzerglocke des kombinierten Typs (Panzerabwehrkanone/Zwillings-MG) errichtet werden, mit Schussfeld nach Südost. Die Bauarbeiten dauerten bis 1938.
Ab August 1939 wurde das Ouvrage de Gondran kurz vor der generellen französischen Mobilmachung erstmals von 42 Soldaten des 72er BAF (Bataillon alpin de forteresse) bemannt. Kommandierender Offizier war im Dezember 1939 der Adjutant Douillard, der im Jahr 1940 vom Unterleutnant Gandermer abgelöst wurde. Ab November 1939 bis Mai 1940 wurde wegen des Winters die Besatzung abgezogen, nur ein kleiner Teil verblieb noch in Gondran C, der Rest wechselte nach Briançon. Im Verlauf der Schlacht in den Westalpen beschränkten sich die Kämpfe gegen die italienischen Verbände auf militärische Außenposten. Mangels Artillerie konnte das Ouvrage de Gondran nicht weiter eingreifen.
Das Gelände ist selbst heute noch in Händen der französischen Armee, die Anlagen sind aber dem Verfall preisgegeben.